# Noebeba
Noebeba ist ein indonesischer Distrikt (Kecamatan) im Westen der Insel Timor.

## Geographie
| „Dorf“ (Desa) | Verwaltungssitz | Fläche    | Einwohner | Bevölkerungs- dichte |
| ------------- | --------------- | --------- | --------- | -------------------- |
| Oeekam        | Oetnana         | 39,50 km² | 2.760     | 69,36                |
| Teas          | Huisufa         | 35,72 km² | 2.481     | 69,45                |
| Oepliki       | Oeauba          | 34,17 km² | 1.862     | 54,49                |
| Naip          | Nunmanu         | 19,27 km² | 975       | 50,59                |
| Fatunana      | Tunliu          | 22,26 km² | 730       | 32,79                |
| Oebaki        | Fatu Tobe       | 26,40 km² | 1.944     | 73,63                |
| Eno Nabuasa   | Kobebil         | 8,70 km²  | 1.043     | 119,88               |

Der Distrikt befindet sich im Südwesten des Regierungsbezirks Südzentraltimor (Timor Tengah Selatan) der Provinz Ost-Nusa-Tenggara (Nusa Tenggara Timur). Im Südwesten liegt der Distrikt Süd-Amanuban (Amanuban Selatan), im Norden Nord-Amanuban (Amanuban Utara), im Nordosten Kuatnana und im Osten Kuan Fatu.
Noebeba hat eine Fläche von 186,02 km² und teilt sich in die sieben Desa Oeekam, Teas, Oepliki, Naip, Fatunana, Oebaki, Eno Nabuasa. Die Desa unterteilen sich wiederum in insgesamt 21 Dusun (Unterdörfer). Der Verwaltungssitz befindet sich in Oeauba im Desa Oepliki.  Während das Dorf Oetnana (Desa Oeekam) auf 222 m liegt, befindet sich Kobebil (Desa Eno Nabuasa) auf einer Höhe von 710 m über dem Meer. Das tropische Klima teilt sich, wie sonst auch auf Timor, in eine Regen- und eine Trockenzeit. Von Juli bis Oktober herrscht Trockenheit. Der meiste Regen fällt im Januar. 2017 registrierte man 21 Regentage und einen Gesamtniederschlagsmenge von 842 Millimeter.

## Flora
Im Distrikt finden sich unter anderem Vorkommen von Pekanussbäumen und Teak.

## Einwohner
2017 lebten in Noebeba 11.775 Einwohner. 5.963 waren Männer, 5.812 Frauen. Die Bevölkerungsdichte lag bei 63,29 Personen pro Quadratkilometer. Im Distrikt gab es acht katholische und 54 protestantische Kirchen und Kapellen.

## Wirtschaft, Infrastruktur und Verkehr
Die meisten Einwohner des Distrikts leben von der Landwirtschaft. Als Haustiere werden Rinder (5.771), Pferde (zehn), Büffel (vier), Schweine (5.932), Ziegen (1.606) und Hühner (17.589) gehalten. Auf 1.170 Hektar wird Mais angebaut, auf 25 Hektar Reis, auf 587 Hektar Maniok und auf einem Hektar Erdnüsse. Weitere landwirtschaftliche Produkte sind Zwiebeln, indischer Senf, Chili, Tomaten, Spinat, Avocados, Mangos, Tangerinen, Papayas und Bananen. Von Plantagen kommen Cashewnüsse, Kaffee, Pekannüsse, Gewürznelken, Arecanüsse, Betelnüsse und Kapok.
In Noebeba gibt es 17 Grundschulen und fünf Mittelschulen. Weiterführende Schule gibt es im Distrikt nicht. Zur medizinischen Versorgung stehen ein kommunales Gesundheitszentrum (Puskesmas) und zwei medizinische Versorgungszentren (Puskesmas Pembantu) zur Verfügung. Ein Arzt, zehn Hebammen und sieben Krankenschwestern sind im Distrikt ansässig.